# SN 2001ke
SN 2001ke – supernowa odkryta 4 grudnia 2001 roku w galaktyce A113429-7601. W momencie odkrycia miała maksymalną jasność 23,00m.